# معدن صوغان
معدن صوغان، روستایی در دهستان صوغان بخش صوغان شهرستان ارزوئیه در استان کرمان ایران است.

## جمعیت
بر پایه سرشماری عمومی نفوس و مسکن در سال ۱۳۹۵، جمعیت این روستا برابر با ۱۸۳ نفر (۵۰ خانوار) بوده‌است.